# Plesispa palmarum
Plesispa palmarum es una especie de insecto coleóptero de la familia Chrysomelidae. Fue descrita científicamente en 1960 por Gressitt.